# قیاس‌پذیری
در ریاضیات هر دو عضو x و y از مجموعه P که به‌صورت پاره‌ای با یک رابطه دوتایی مرتب شده‌اند، قیاس‌ناپذیر(ناهمسنجیدنی، همسنجش‌ناپذیر) اند (x ≤ y یا y ≤ x). اگر x و y قیاس‌پذیر(همسنجیدنی، همسنجش‌پذیر) نباشند قیاس‌ناپذیر نامیده می‌شوند.
در مجموعه کاملاً مرتب یک مجموعه مرتب جزئی است که در آن هر جفت از عضوها قیاس‌پذیرند.
از تعریف قیاس‌پذیری و قیاس‌ناپذیری چنین برمی آید که هر دو رابطه متقارن (آینه سان) هستند. یعنی x با y قیاس‌پذیر است و y با x.
واژه همسنجش‌پذیری نیز برای این مفهموم کاربرد دارد.

## نمادگان
قیاس‌پذیری با نماد ⊥ و ناقیاس‌پذیری با نماد || بازنموده می‌شود. پس، برای هر جفت از المان‌های x و y از یک مجموعه مرتب جزئی، دقیقاً یکی از موارد زیر درست است:
- x ⊥ y و
- x || y